# Mixi
mixi (яп. ミクシィ, микуси:) — крупнейшая, после Facebook[уточнить], в Японии социальная сеть, число пользователей в которой по состоянию на сентябрь 2012 года превышает 26 миллионов человек. Участники данного проекта получают возможность вести свой дневник (блог) и читать дневники других людей, публиковать фотографии и видеозаписи, участвовать в многочисленных сообществах, обмениваться сообщениями и оставлять отзывы о медиапродукции.. Работа с сервисами mixi бесплатна, однако существует возможность перейти на платную учётную запись (315 иен в месяц).
Отличительной чертой этой, а также некоторых других японских социальных сетей является отсутствие свободной регистрации в системе. Для того чтобы завести свою учётную запись, необходимо получить приглашение от одного из уже зарегистрированных пользователей.
Для прохождения регистрации на сайте требуется ввод почтового адреса на телефоне в Японии, что значительно затрудняет регистрацию пользователей, находящихся за пределами Японии. Единственный возможный способ завершить регистрацию — найти знакомого в Японии, у которого есть сотовый телефон, с которого ещё не было регистрации в Микси. Дело в том, что на указанный при регистрации адрес отсылается письмо с автоматически сгенерированным линком активации, по которому нужно с телефона зайти на сайт Микси. Зайти по нему с компьютера нельзя. При заходе с телефона определяется индивидуальный номер аппарата, посему дважды зарегистрироваться с одного телефона нельзя.

## Общая информация
Социальная сеть mixi была основана в феврале 2004 года Кэндзи Касахарой (яп. 笠原健治 Касахара Кэндзи), которому на тот момент не исполнилось ещё и 30-ти лет[сколько именно?]. Считается, что источником названия являются английские слова «I» (я) и «mix» (общаться), вместе символизирующие идею: «я могу общаться с другими людьми». Изначально данный сервис был популярен лишь среди студентов и компьютерных специалистов. Затраты на рекламу в период становления mixi были минимальны, но, несмотря на это, популярность сайта стремительно росла. Уже в 2005 году число пользователей вплотную подошло к полумиллионной отметке, в июле 2006 на сайте было зарегистрировано 4,8 миллиона участников, а к февралю 2007 их число превысило 8 миллионов. 14 сентября 2006 года компания mixi, Inc. провела первичное размещение акций на токийской фондовой бирже (тикер TYO:2121), в ходе которого смогла привлечь значительные средства в размере 6 миллиардов иен (50 млн. долларов), а выручка от продажи рекламы в этом же году составила 4,8 миллиарда иен (40 млн долларов). Таким образом, на текущий момент mixi, Inc. является одной самых успешных японских компаний, чей бизнес сосредоточен в сети Интернет.
Согласно мнению многих пользователей и обозревателей, mixi сильно выделяется на фоне других социальных сетей дружественностью интерфейса и простотой его освоения. В большинстве случаев для начала полноценного использования сервиса человеку, знающему японский язык, достаточно просто зарегистрироваться. Дальнейшее освоение без труда проходит в рабочем порядке благодаря интуитивно-понятным элементам управления. Кроме того, облегчение восприятия информации во многом достигается за счёт унификации дизайна страниц. В отличие от многих подобных сайтов, в mixi отсутствует возможность модификации оформления и размещения дополнительных материалов, все пользовательские страницы выглядят одинаково, а в целях персонификации допускается лишь загрузка трёх небольших изображений.

## Функциональность

### Личная страница и профиль пользователя

Профиль пользователя

После регистрации в системе пользователь получает в своё распоряжение персональную стартовую страницу и страницу профиля, где он может оставить информацию о себе и разместить своё изображение. Большинство участников mixi используют в этих целях фотографии кинозвёзд, персонажей аниме и манги, животных или просто абстрактные фигуры, собственную же фотографию загружают редко. Страница профиля, как и все прочие материалы, доступна для просмотра только зарегистрированным участникам, причём после каждого посещения пользователь автоматически оставляет за собой  «след»  (яп. 足あと асиато), позволяющий владельцу следить за тем, кто знакомился с информацией о нём.
Личная страница пользователя «my mixi» доступна только ему и содержит сообщения от других участников социальной сети, записи из избранных сообществ и дневников друзей, ссылки на сервисы, а также информацию из внешних блогов, получаемую за счёт использования механизма веб-синдикации. Сообщения пользователей хранятся на сервере 60 дней, однако данное ограничение можно обойти, перейдя на платную учётную запись. Для добавления какого-либо участника в свой список друзей необходимо получить его согласие. Правила mixi требуют наличия как минимум одного друга, в противном случае учётная запись пользователя подлежит удалению в течение трёх дней.

### Дневники
Каждый пользователь mixi имеет возможность вести собственный сетевой дневник (блог), записи которого могут комментировать другие пользователи. Помимо текста к каждой записи может быть присоединено до трёх изображений, для чего всем пользователям предоставляется 100 Мб дискового пространства (или 300 Мб для обладателей платной учётной записи). Автор имеет возможность редактировать дневник, удалять комментарии, а также назначать различные уровни доступа каждой записи. В целом, данный сервис подобен большинству классических сетевых дневников.

### Сообщества
Начиная с 1 апреля 2004 года, пользователи mixi получили возможность создавать сообщества для тематического общения, в которых общение между пользователями происходит в режиме веб-форума. Допускается организация сообществ на любые темы, хотя дублирование тем не приветствуется. Пользователь, создавший сообщество, становится его куратором и выполняет надзорные функции, имея так же возможность передать их другому участнику.
Сообщества стали настоящей изюминкой mixi, их число так велико (свыше 700000), что очень трудно найти не охваченную ими тему. Города, районы, школы, университеты, клубы и даже станции метро, — всё это имеет свои сообщества, в которых происходят бурные обсуждения местных новостей или тематические беседы. Время от времени участники некоторых сообществ устраивают реальные встречи вне сети  «офф-кай»  (яп. オフ会 офукай).

### Обзоры
Данная служба позволяет участникам оставлять на сайте свои отзывы и обзоры различной медиапродукции, такой как музыка, кино, манга, книги, игры, компьютерные программы и многого другого. Каждая страница обзора содержит ссылки на соответствующие страницы японской версии сайта Amazon.com где можно приобрести продукт, о котором идёт речь. Как показывает практика, эта функция востребована пользователями и приносит компании mixi, Inc. существенный доход.

### Музыка
22 мая 2006 года для пользователей, имеющих платные учётные записи, а позже (28 июня) и для всех остальных была введена возможность публиковать информацию о том, какая в данный момент музыка проигрывается на компьютере у участника. Для того, чтобы воспользоваться этой функцией, необходимо установить на своём компьютере специальную программу Mixi Station, которая получает информацию о текущем наборе музыкальных композиций из популярных проигрывателей Windows Media Player или iTunes и размещает её в специальном разделе mixi. Пользователь может просмотреть, какую музыку слушают его друзья или члены сообществ и, при желании, приобрести понравившиеся композиции при помощи iTunes.

## Аудитория
Ядро аудитории mixi представлено в основном людьми в возрасте от 20 до 30 лет, что составляет приблизительно 60 % от общего числа пользователей, причём количество мужчин и женщин практически равно. Активность аудитории достаточно высока, так, около 67 % пользователей посещают сайт как минимум один раз в три дня.
Многие пользователи mixi отмечают предельно дружелюбную и доверительную атмосферу, сопровождающую общение в этой социальной сети. В отличие от открытых проектов, в mixi личная информация носит более приватный характер, поскольку её просмотр доступен только зарегистрированным пользователям, а сам участник может проследить за распространением сведений о себе посредством механизма «следов». Всё это позволяет сделать процесс знакомства последовательным и более соответствующим японскому менталитету.

## Техническая реализация
Движок сайта работает на основе набора серверного программного обеспечения LAMP, куда входят следующие компоненты: Linux, Apache, MySQL и Perl. Для обслуживания базы данных задействовано около ста MySQL-серверов, функционирующих под управлением операционной системы Fedora Core 4. По состоянию на первую половину 2006 года размер базы данных составлял 836 Гбайт, а число ежедневно генерируемых страниц превышало 150 миллионов. Согласно статистике службы alexa.com, которая проводит мониторинг популярности сетевых ресурсов, mixi является третьим по посещаемости сайтом в Японии и 41 в мире.

## Феномен «mixi-усталости»
В среде пользователей mixi неоднократно было зафиксировано социальное явление, впоследствии получившее название  «mixi-усталость»  (яп. mixi疲れ микусидзукарэ), которое заключается в том, что молодые люди, чрезмерно увлекающиеся сетевым общением, начинают чувствовать усталость от него, постепенно разрывают все контакты и, в конечном итоге, удаляют свою учётную запись. По словам Хидэо Ямадзаки, старшего научного сотрудника исследовательского института Номура, mixi является очень мощным средством общения, побуждающее отвечать на все поступающие комментарии. Постепенно это переходит в зависимость, и человек начинает всеми силами стремиться следить за новыми записями и оставлять свои комментарии к ним как можно раньше. С ростом числа друзей и сообществ, на который подписан участник, поток сообщений увеличивается, и, в конечном итоге, превышает возможности человека следить за ними. В свою очередь, это вызывает чувство обессиленности и постепенное угасание интереса к mixi.